# رينيه آيرتس
رينيه آيرتس (بالفرنسية: René Aerts)‏ (و. 1937  م) هو لاعب كرة سلة بلجيكي، ولد في أنتويرب، شارك في بطولة أمم أوروبا لكرة السلة 1959، وبطولة أمم أوروبا لكرة السلة 1963، وبطولة أمم أوروبا لكرة السلة 1961، وبطولة أمم أوروبا لكرة السلة 1967.

## روابط خارجية
- رينيه آيرتس على موقع الاتحاد الدولي لكرة السلة (الإنجليزية)